# Módhion
Módhion är en ort i Grekland.   Den ligger i prefekturen Fthiotis och regionen Grekiska fastlandet, i den centrala delen av landet, 120 km nordväst om huvudstaden Aten. Módhion ligger 349 meter över havet och antalet invånare är 311.
Terrängen runt Módhion är varierad. Runt Módhion är det ganska glesbefolkat, med 25 invånare per kvadratkilometer. Närmaste större samhälle är Káto Tithoréa, 7,1 km sydost om Módhion. == Kommentarer ==
1. ↑  Framräknat ur variansen i alla höjduppgifter (DEM 3") från Viewfinder Panoramas, inom 10 km radie.[2] Mer om algoritmen finns här: Användare:Lsjbot/Algoritmer.